# Кончас-Дем (Нью-Мексико)
Кончас-Дем (англ. Conchas Dam) — переписна місцевість (CDP) в США, в окрузі Сан-Мігель штату Нью-Мексико. Населення — 194 особи (2020).

## Географія
Кончас-Дем розташований за координатами 35°21′13″ пн. ш. 104°11′48″ зх. д. / 35.35361° пн. ш. 104.19667° зх. д. (35.353676, -104.196751).  За даними Бюро перепису населення США в 2010 році переписна місцевість мала площу 26,15 км², з яких 21,56 км² — суходіл та 4,59 км² — водойми.

## Демографія
Згідно з переписом 2010 року, у переписній місцевості мешкало 186 осіб у 105 домогосподарствах у складі 57 родин. Густота населення становила 7 осіб/км².  Було 580 помешкань (22/км²).
Расовий склад населення:
| - 96,8 % — білих - 1,6 % — азіатів - 0,5 % — чорних або афроамериканців |

До двох чи більше рас належало 1,1 %. Частка іспаномовних становила 19,4 % від усіх жителів.
За віковим діапазоном населення розподілялося таким чином: 4,8 % — особи молодші 18 років, 53,3 % — особи у віці 18—64 років, 41,9 % — особи у віці 65 років та старші. Медіана віку мешканця становила 62,3 року. На 100 осіб жіночої статі у переписній місцевості припадало 126,8 чоловіків;  на 100 жінок у віці від 18 років та старших — 126,9 чоловіків також старших 18 років.
За межею бідності перебувало 23,2 % осіб, у тому числі 0,0 % дітей у віці до 18 років та 100,0 % осіб у віці 65 років та старших.
Цивільне працевлаштоване населення становило 22 особи. Основні галузі зайнятості: публічна адміністрація — 54,5 %, освіта, охорона здоров'я та соціальна допомога — 45,5 %.